# Cian Ciaran
Pour les articles homonymes, voir Ciaran.
Cian Ciaran, né le 16 juin 1976 à Bangor (pays de Galles), est un musicien, compositeur et producteur gallois.
Il est le claviériste de Super Furry Animals.

## Biographie
Frère de Dafydd Ieuan, il a également deux sœurs. Son père, le Dr Carl Iwan Clowes, OBE, était un militant anti-nucléaire, un consultant en santé et le consul officiel du Lesotho au Pays de Galles. Le nom de sa mère est Dorothi,.
Avant la formation de Super Furry Animals, Cian Ciaran se fait connaître dans les groupes de musique électronique Wwzz et Aros Mae. Il est aussi membre du collectif techno Acid Casuals. Il est également connu comme producteur et mixeur de plusieurs artistes, dont Kaiser Chiefs, Mogwai, et Manic Street Preachers.
Son premier single solo Martina Franca, sort en juin 2012, avec l'album complet, Outside In, sorti en juillet 2012 sur Strangetown Records. Son deuxième album solo, They Are Nothing Without Us, sort en 2013.
En 2013 et 2014, Ciarán participe à plusieurs manifestations anti-nucléaires et pro-énergie propre, dont une performance solo au sommet d'une éolienne dans le Norfolk en septembre 2013,. En 2013, il voyage à Fukushima au Japon, pour assister à la dévastation de la centrale nucléaire à la suite du tremblement de terre et du tsunami de 2011. Il est invité dans l'émission The Wright Stuff (en) sur Channel 5 en 2013 pour discuter de ses opinions.
Ciarán est également manager pour SomBom et Strangetown Records. Dans le cadre de Strange Village, une société de production télévisuelle, avec son frère Dafydd Ieuan, ils reçoivent un BAFTA Cymru Award pour la bande originale de Pen Talar, et ont été nommés pour des prix en 2012 pour Alys et en 2013 pour Geralt,.
Sa compagne est la musicienne Estelle Ios avec laquelle il forme le groupe Zefur Wolves, tandis que Ios est membre du groupe Baby Queens que Cian gère dans le cadre de Strangetown Records.
En septembre 2018, Ciaran a lancé une action en justice contre la décision d'EDF de draguer la boue des fonds marins près du chantier Hinkley Point C dans le Somerset, et de la déverser dans le canal de Bristol près de la baie de Cardiff. Au nom de la Campagne contre le déversement de boue de Hinkley, il a présenté une demande d'injonction provisoire contre le déversement.

## Discographie

### Albums solos
- 2012 : Outside In, Dell'Orso Records
- 2013 : They Are Nothing Without Us, Strangetown Records
- 2016 : Rhys a Meinir, Strangetown Records
- 2018 : 20 Millisieverts Per Year, Strangetown Records

### Acid Casuals
- 2006 : Omni, Placid Casual Recordings

### Ciaran & Wilding
- 2014 : Missing Her / Stuck in the Middle (singles), Strangetown Records

## Filmographie
- 2000 : Beautiful Mistake (film) (en) (avec Super Furry Animals) (lui-même)
- 2004 : 9 Songs (avec Super Furry Animals) (lui-même)